# Gaiola de pesca

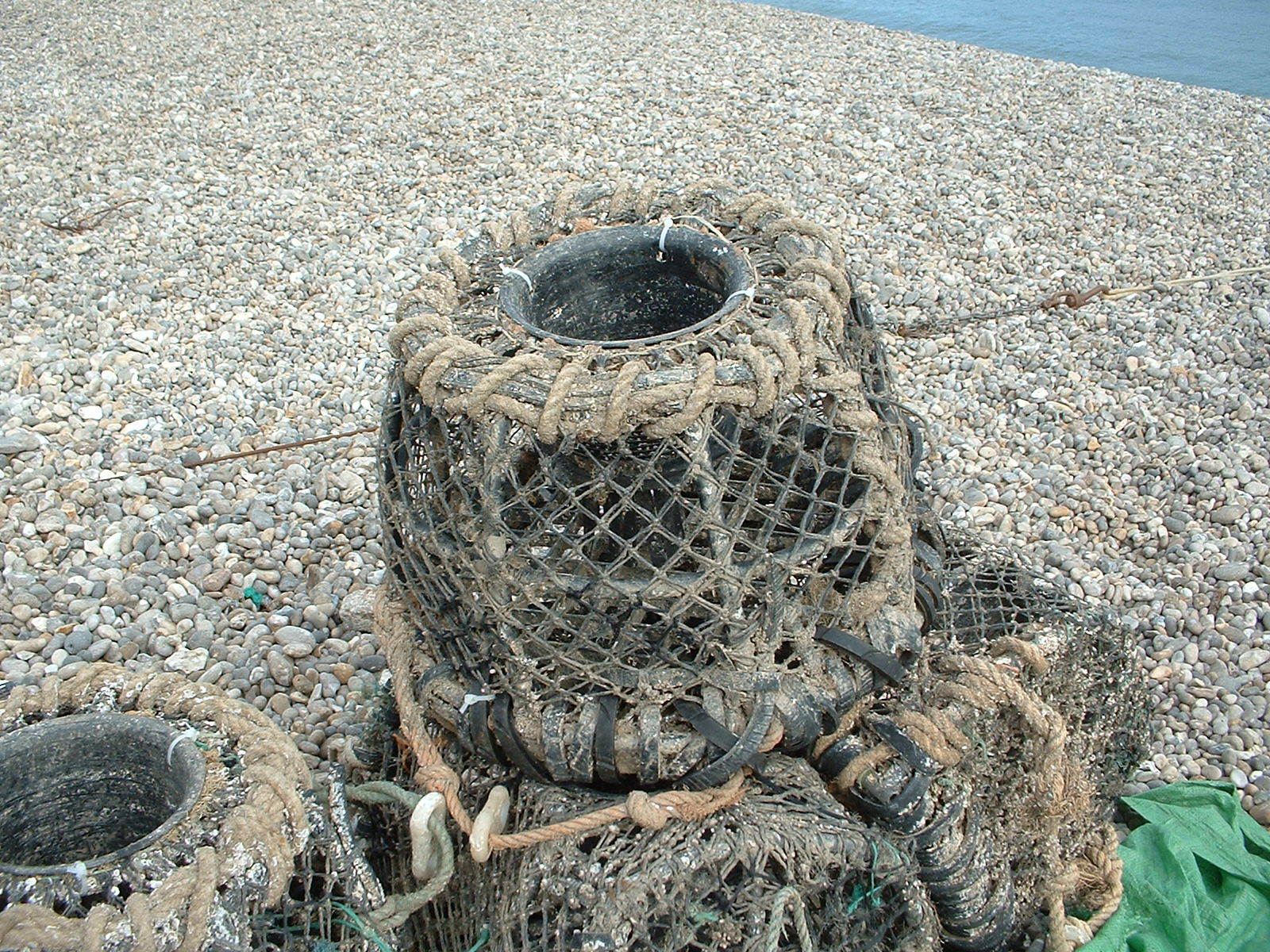
Armadilhas para lagostas

Gaiolas, covos ou nassas são instrumentos de pesca formados por uma armação mais ou menos rígida de rede ou pedaços de vegetais, com uma abertura por onde o peixe ou marisco entra, mas que não permite a sua saída.
Para além deste uso como arte de pesca, as gaiolas podem também ser usadas para manter vivo o peixe capturado ou ainda para manter peixes ou outros animais numa instalação de aquacultura.
Um dos tipos mais simples é um cone de caniços presos com fibras vegetais e com a abertura semi-fechada por outro cone incompleto, com o vértice aberto virado para dentro do maior, com alguns caniços maiores que impedem que o peixe ou outro animal que entra dificilmente pode sair. Outro tipo, mais elaborado, mas igualmente artesanal e comum em todo o Indo-Pacífico é a gaiola em forma de V, construída com ripas cortadas de paus de bambu, com dimensões de chegam a dois metros de largura por meio metro de altura; por vezes, estas armadilhas com iscadas e cobertas com um pano ou esteira por cima para simular um abrigo.

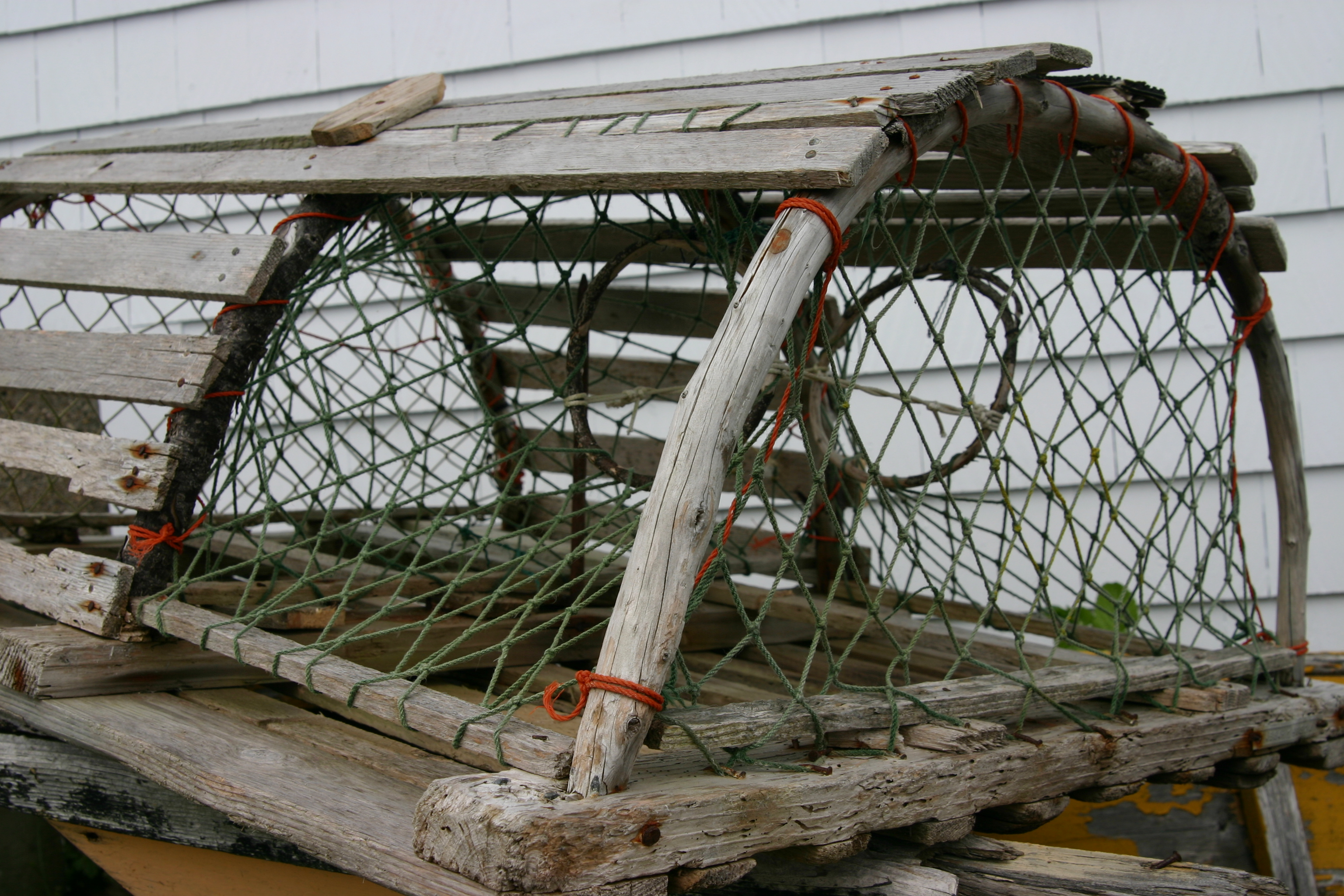
Gaiola moderna com os lados feitos com rede de pesca

Modernamente, são usados outros materiais para o fabrico de gaiolas para a pesca, desde armações metálicas, fechadas com rede de galinheiro, até gaiolas monobloco em plástico. Em certas pescarias industriais, o navio pode levar centenas de gaiolas que são colocadas mecanicamente, ligadas a um cabo, cujas extermidades são marcada com boias, para facilitar o seu levantamento. Este tipo de pesca pode, em certos casos, levar ao esgotamento do recurso.